# Re di Roma
Re di Roma är en station på Roms tunnelbanas Linea A. Stationen är uppkallad efter Piazza dei Re di Roma, vilken i sin tur är uppkallad efter Roms sju kungar. Stationen togs i bruk den 16 februari 1980.
Stationen Re di Roma har:
- Biljettautomater

## Kollektivtrafik
- Busshållplats för ATAC

## Omgivningar
- Via Tuscolana
- Via Appia
- Via Appia Nuova
- Piazza Tuscolo
- Largo Vercelli

### Kyrkobyggnader
- San Martino I Papa
- Natività di Nostro Signore Gesù Cristo a Via Gallia
- Ognissanti